# The Doors
The Doors (укр. Двері) — американський рок-гурт, один із найвпливовіших у світовій музичній історії. Створений 1965 року в Лос-Анджелесі клавішником Реєм Манзареком та поетом Джимом Моррісоном. Трохи згодом до гурту приєднались гітарист Роббі Кріґер та барабанщик Джон Денсмор. Один із небагатьох гуртів, що істотно вплинув на культуру та мистецтво 60-х років. Загадкові та містичні тексти пісень у поєднанні з яскравим образом вокаліста гурту, Джима Моррісона, зробили команду найвідомішим і водночас суперечливим музичним колективом свого часу. Після тимчасового розпаду в 1970 році популярність гурту не зменшувалась. Загальний наклад альбомів гурту перевищив 100 мільйонів примірників. У 1993 гурт був включений у Залу слави рок-н-ролу. Гурт The Doors займає 41 позицію у списку 100 найкращих гуртів усіх часів за версією журналу Rolling Stone. У 2007 році гурт отримав Премію Греммі за досягнення протягом життя та зірку на Голлівудській алеї слави.

## Історія гурту

### Початок: 1965–1966
Історія The Doors розпочалася в червні 1965 року, коли студенти кінематографічного коледжу UCLA Джим Моррісон і Рей Манзарек зустрілись на пляжі, будучи знайомими й до того. Моррісон розповів Манзареку, що пише вірші та запропонував створити гурт. Після того, як Моррісон заспівав власну пісню Moonlight Drive, Манзарек пристав на пропозицію.
На той час Манзарек вже грав у гурті Rick and The Ravens зі своїм братом Ріком. За своєрідну манеру співу Рей отримав прізвисько Screamin' Ray Daniels — скоріш за все, за аналогією з відомим співаком Screamin' Jay Hawkins'ом. У серпні до музикантів приєднався Джон Денсмор, що грав у гурті The Psychedelic Ranger разом із гітаристом Роббі Крігер. Денсмор та Кріґер познайомились із Реєм Манзареком на заняттях із йоги та медитації.
2 вересня 1965 року Моррісон, Манзарек та Денсмор разом із музикантами з Rick and The Ravens і бас-гітаристкою Патті Салліван записали перші студійні версії пісень майбутніх The Doors. Згодом ці записи — Moonlight Drive, My Eyes Have Seen You, Hello, I Love You, Go Insane (рання назва композиції A Little Game з Celebration of the Lizard), End of the Night і Summer's Almost Gone — неодноразово видавалися як бутлег. У 1997 році вони вийшли у складі «коробкової» збірки пісень The Doors.
Того ж місяця The Doors запросили до гурту і Роббі Кріґера. Четвірка Джим Моррісон, Рей Манзарек, Джон Денсмор і Роббі Кріґер стала класичним складом The Doors. Саме ці музиканти записали найвідоміші альбоми колективу в період з 1967 по 1971 роки.
Назву гурту було запозичено в англійського письменника Олдоса Гакслі. У своєму есе «Двері сприйняття» (англ. The Doors of Perception) (1954) письменник взяв епіграфом рядки з поеми «Шлюб Раю і Пекла» англійського поета XVIII століття Вільяма Блейка: «If the doors of perception were cleansed, every thing would appear to man as it is: infinite». В українському перекладі ця фраза звучить приблизно так: «Якби двері сприйняття були чистими, все постало б людині таким, яким воно є — нескінченним».
The Doors виділялися серед решти рок-гуртів, тому що вони не використовували бас-гітару на концертних виступах. Натомість Манзарек грав басові партії лівою рукою на щойно створеному басовому синтезаторі Fender Rhodes. Правою рукою він грав партії клавішних на іншому синтезаторі. Однак колектив час від часу запрошував сесійних бас-гітаристів на час записів у студії.
Більшість композицій The Doors зазвичай приписують лише Моррісону та Кріґеру. Насправді ж багато творів гурту — плоди спільної творчості музикантів. Вони разом працювали над ритмічними та гармонійними аранжуваннями, у той час як Моррісон чи Кріґер награвали текст і початкову мелодію. Іноді цілий фрагмент пісні був створений її початковим автором — наприклад, соло Манзарека на електрооргані на початку пісні Light My fire.
Творчість гурту була схвально сприйнята публікою впродовж всієї кар'єри, однак у 1968 році після виходу синглу Hello, I Love You стався локальний скандал. Рок-преса вказала на схожість у музичному плані цієї пісні і хіта 1965 року All Day and All of the Night гурту The Kinks. Музиканти The Kinks цілком погодилися з критиками. Відомо, що гітарист The Kinks Дейв Девіс зробив вставки із Hello, I Love You під час концертного виконання All Day and All of the Night — як знущальний коментар із цього приводу.
До 1966 року гурт постійно виступав у клубі The London Fog і незабаром піднявся до престижного клубу Whisky a Go Go. 10 серпня 1966 року з гуртом зв'язалась фірма Elektra Records в особі її президента Джака Хольцмана. Це відбулося за наполягання Артура Лі, вокаліста гурту Love, що також записувався на Elektra Rec. Хольцман і продюсер Electra Rec. Пол А. Ротшильд відвідали два виступи The Doors у Whiscky a Go Go. Перший концерт видався їм нерівним, другий же просто загіпнотизував. Після цього 18 серпня музиканти The Doors уклали контракт із фірмою, — таким чином було закладено початок довгої успішної співпраці з Ротшильдом і звукооператором Брюсом Ботніком.
Угода була саме вчасною, адже 21 серпня клуб вигнав музикантів через блюзнірське виконання пісні The End. Інцидент полягав в тому, що надміру охриплий Джим Моррісон в наркотичному чаді подав власну версію трагедії Софокла «Цар Едіп». Трактування Моррісона було таким: «— Батьку! — Так, сину. — Я хочу вбити тебе. Мамо! Я хочу тебе зґвалтувати».
Подібні випадки траплялись аж до смерті Моррісона, що створило своєрідний скандальний і неоднозначний образ гурту.

### Двері відчинені: 1967–1970
У 1966 році The Doors записали свій перший альбом із однойменною назвою. Проте виданий він був лише 1967 року і став головною сенсацією музичного життя. В ньому були подані найвідоміші пісні з репертуару The Doors, включаючи 11-хвилинну драматичну композицію The End. Гурт записав альбом у студії за декілька днів наприкінці серпня — початку вересня практично наживо. Майже всі пісні записувались в один дубль. Моррісон і Манзарек були режисерами неординарного промо-фільму для синглу Break on Through, — визначного зразка розвитку жанру музичного відео.

### Коли музика скінчиться: 1970–1971
Найвідомішим учасником гурту був Джим Моррісон — вокаліст і автор більшості пісень. Моррісон був досить ерудованим, захоплювався філософією Фрідріха Ніцше, культурою американських індіанців, поезією європейських символістів. У наш час в Америці Джима Моррісона вважають не лише визнаним музикантом, але й визначним поетом. Його іноді ставлять в один ряд з Вільямом Блейком і Артюром Рембо. Моррісон приваблював прихильників своєю неординарною поведінкою. Він надихав молодих бунтівників тієї епохи, а загадкова смерть музиканта ще більше містифікувала його в очах прихильників.
За офіційною версією Моррісон помер 3 липня 1971 року в Парижі від серцевого нападу, однак, щодо справжньої причини смерті існує ряд припущень. Серед варіантів називають: вбивство, передозування наркотиків, самогубство, інсценування самогубства службами ФБР, які тоді вели активну боротьбу проти учасників руху хіппі тощо. Єдиною людиною, яка бачила співака мертвим, була подруга Моррісона, Памела Курсон. Але через три роки після смерті Моррісона вона померла від передозування наркотиками, не повідомивши інших подробиць щодо смерті Джима Моррісона.

### Інші голоси: 1971–1990
Після смерті Моррісона 1971 року решта учасників The Doors спробували продовжити творчість під колишньою назвою і навіть випустили два альбоми, але, не досягнувши особливої популярності, зайнялись сольною творчістю.
1978 року з'явився альбом An American Prayer, що складався з прижиттєвих фонограм читання віршів Джима Моррісона у виконанні автора, які були покладені на ритмічну основу, створену рештою учасників гурту вже після його смерті. Альбом зустрів неоднозначні відгуки прихильників і критиків. Зокрема, колишній продюсер гурту Пол Ротшильд висловився так:
| Ліві лапки | Для мене створене на An American Prayer рівнозначне тому, що взяти полотно Пікассо, розрізати його на шматочки розміром з марку та наклеїти їх на стіни супермаркету. | Праві лапки |

У 1979 році режисер Френсіс Форд Коппола використав композицію The End гурту в своєму фільмі Апокаліпсис сьогодні про війну у В'єтнамі з Мартіном Шином і Марлоном Брандо в головних ролях.

### Ті, що осідлали бурю: з 1991-го і до наших днів
Після виходу в 1991 році фільму Олівера Стоуна «The Doors» почалась друга хвиля «дорзоманії». Тільки 1997 року гурт продав утричі більше альбомів, ніж за три попередні десятиріччя разом взяті. А 3 липня 2001 року на тридцяту річницю з дня смерті Моррісона на кладовищі Пер-Лашез, де поховано вокаліста The Doors, зібралось понад 20 тисяч чоловік.
У 2003 році Реєм Манзареком та Роббі Кріґером було створено гурт The Doors of the 21st Century (укр. The Doors («Двері») XXI століття), однак прихильники зустріли цю ідею суперечливо. Після судової тяганини в 2005 році музиканти змушені були змінити назву на Riders on the Storm. Одначе їм було залишено право використовувати для публічного самонайменування словосполучення «колишні Doors» та «учасники The Doors».

## Дискографія
- The Doors (LP, Elektra, 1967)
- Strange Days (LP, Elektra, 1967)
- Waiting for the Sun (LP, Elektra, 1968)
- The Soft Parade (LP, Elektra, 1969)
- Morrison Hotel (LP, Elektra, 1970)
- Absolutely Live (2xLP, Elektra, 1970) Запис концертних виступів з 1969 і 1970 рр.
- 13 (LP, Elektra, 1970) Збірка.
- L.A. Woman (LP, Elektra, 1971)

### Книги про The Doors, видання Моррісона англійською мовою
1. Jim Morrison & The Doors. An Unauthorised Book (Mike Jahn, Grosset & Dunlap), 1969
2. The Lords / Notes On Vision (Jim Morrison, private edition of 100), 1969
3. The New Creatures (Jim Morrison, private edition of 100), 1969
4. The Lords & The New Creatures (Jim Morrison, Simon & Schuster), 1970
5. An American Prayer (Jim Morrison, private edition of 500)
6. The Lords & The New Creatures (papperback edition), 1971
7. No One Here Gets Out Alive (Jerry Hopkins & Danny Sugerman, Warner Books (US), Plexus (UK), 1980
8. Jim Morrison — An Hour For Magic (Frank Lisciandro, Delilah Books (US), eel Pie (UK), 1982
9. Burn Down The Night (Craig Kee Strete, Random House (US), 1982
10. The Illustrated History Of The Doors (Danny Sugerman, Quill (US), Vermilion (UK), 1983
11. Riders On The Storm, My life with Jim Morrison and The Doors", John Densmore, Delacorte Press, 1990

## Фільмографія
- Break On Through (кольорове промо), 1967
- The Unknown Soldier (кольорове промо), 1968
- Feast of Friends (документальний кольоровий фільм з чорно-білими фрагментами, вся музика записана попередньо, 40 хвилин), 1968
- HWY (кольоровий фільм, 50 хвилин), 1968
- The Doors Are Open (ч/б, 60 хвилин), 1968
- No One Here Gets Out Alive (фрагменти Feast of Friends, різноманітних виступів, ТВ-шоу, інтерв'ю з Джоном, Роббі, Реєм, Ротшильдом, Хопкінсом, Шугерменом, зйомки Джима — колір та ч/б), 1980